# Sümelaklooster

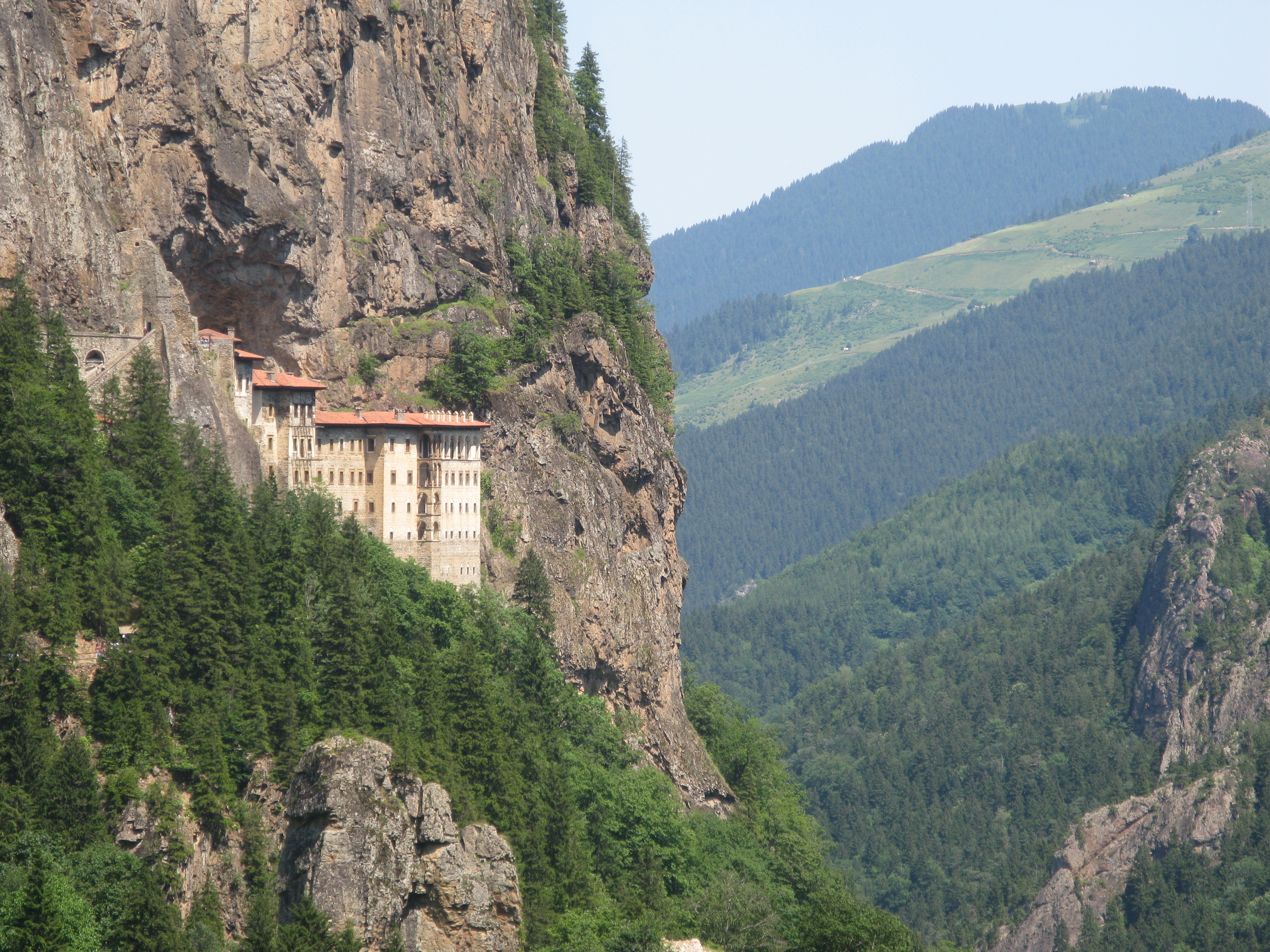
Het Sümelaklooster met omgeving

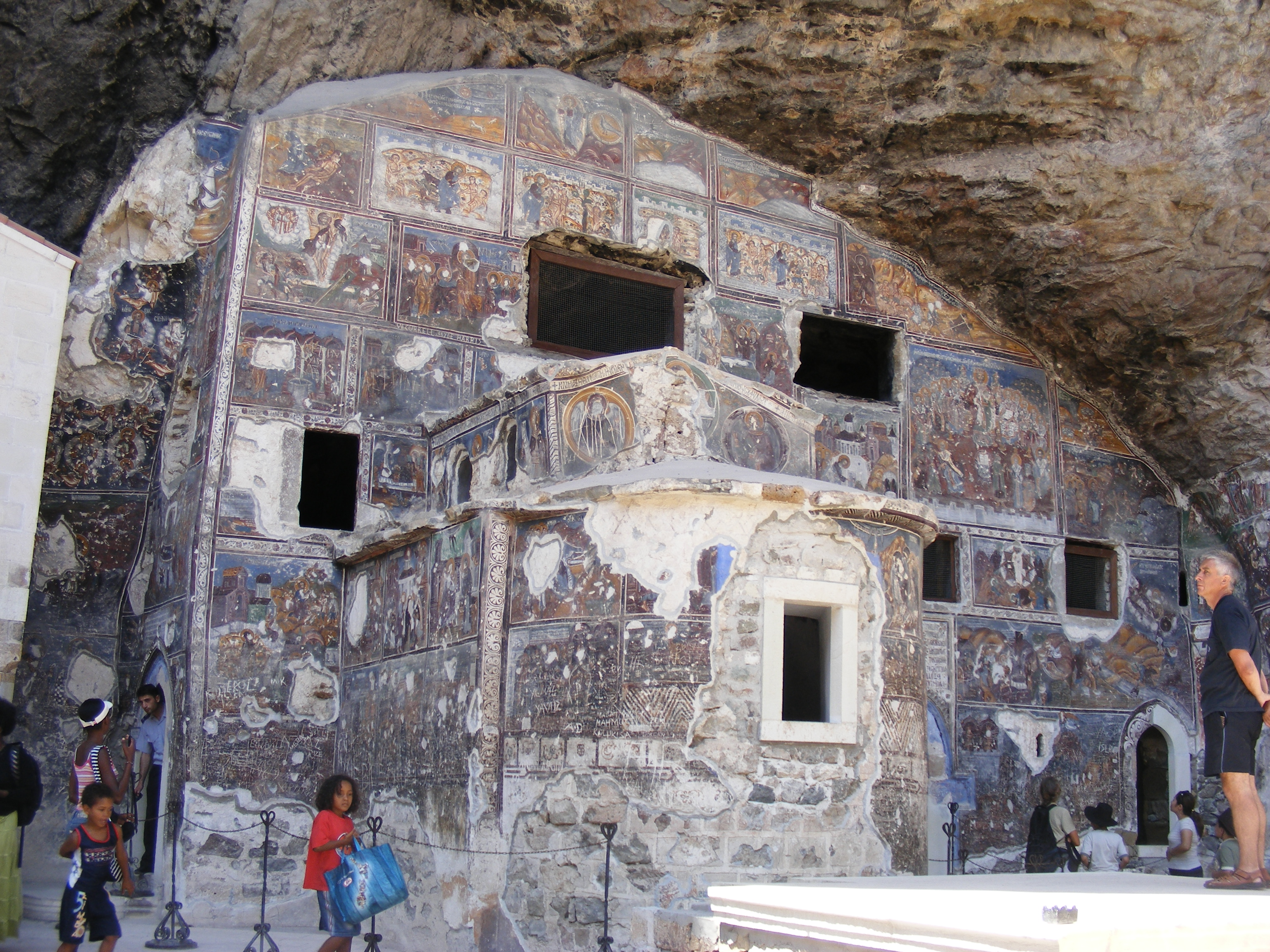
Een met fresco's beklede kerk

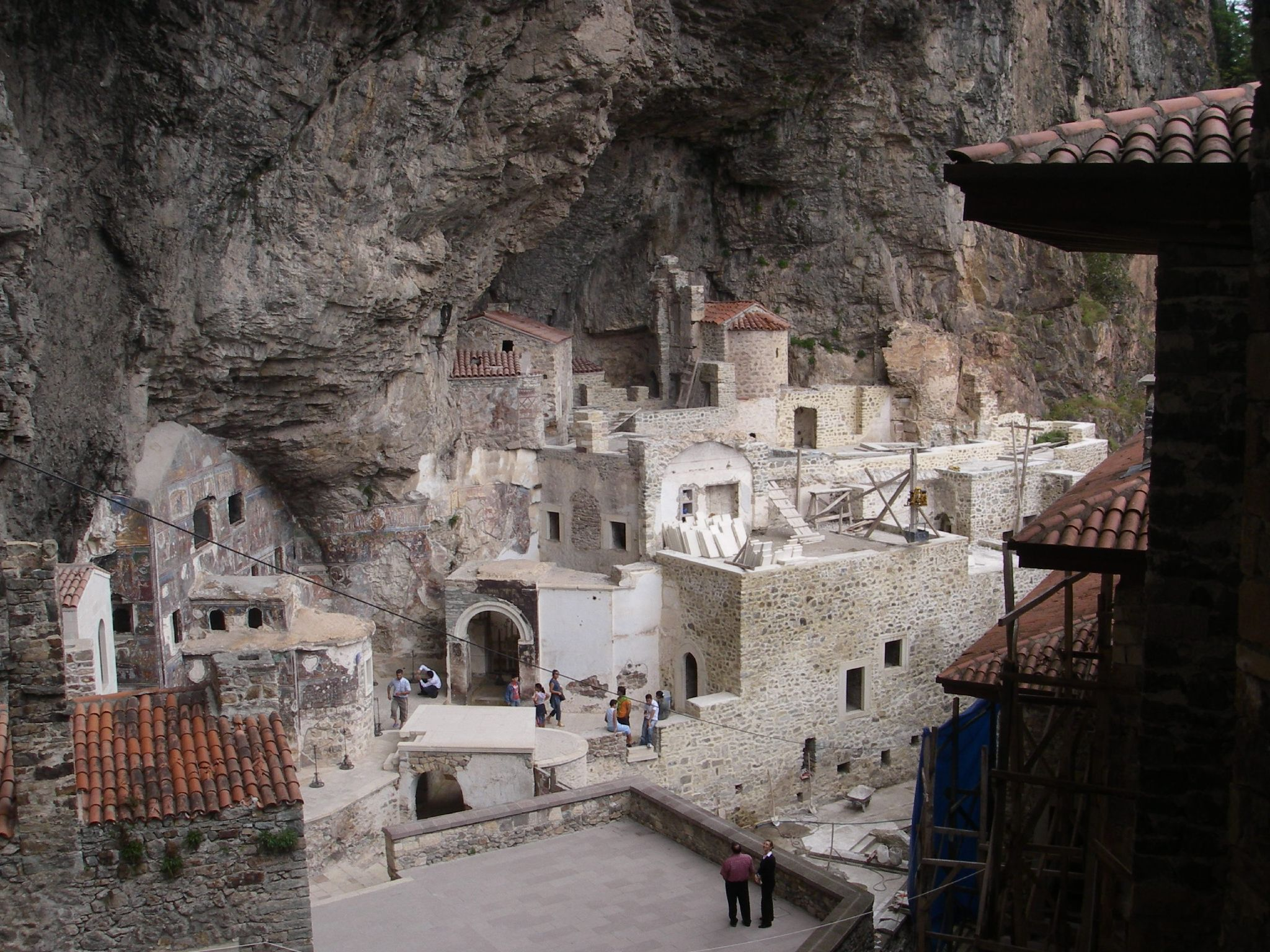
De binnenkant van het klooster

Het Sümelaklooster is gebouwd tegen een rotswand in het Ziganagebergte, in het district Maçka in de Turkse provincie Trabzon. Het complex ligt op een hoogte van zo'n 1200 meter, in het nationale park Altındere en is een van de belangrijkste toeristische attracties van de regio. Het klooster werd gesticht in het jaar 386 na Christus tijdens het bewind van keizer Theodosius I en raakte enige tijd later in verval, tot het in de 6e eeuw onder keizer Justinianus I werd herbouwd. In latere jaren, ook ten tijde dat het gebied onder Ottomaanse heerschappij viel, werd het complex verder uitgebreid.

## Huidige tijd
Tegenwoordig is het klooster een trekpleister voor christelijke pelgrims en toeristen. Een van de markantste gebouwen in het klooster is de Rotskerk die zowel van buiten als van binnen volledig is bedekt met fresco's. Bij veel van de fresco's die binnen handbereik lagen zijn echter gezichten weggestoken en hebben ook veel mensen er hun naam ingekrast. Niet enkel Turken zijn hiervoor verantwoordelijk, men treft er ook graffiti van Russische en Griekse namen. Restauratiewerk aan de binnenkant van de kerk heeft al wel deels plaatsgevonden waardoor toch nog enkele grote zeer fraaie schilderingen intact zijn gebleven. Aan de slaapvertrekken wordt momenteel nog restauratiewerk verricht, maar de binnenhof en enkele gebouwdelen zijn al wel geopend voor het publiek.
De regio is naast pelgrims vooral populair onder wandelaars, vanwege de ongerepte natuur in het groene bergachtige gebied, en het milde klimaat in vergelijking met de rest van Turkije.
De oorspronkelijke Pontische Grieks-orthodoxe bevolking in het gebied is in 1923 tijdens de bevolkingsuitwisselingen met Griekenland verdwenen, maar in het district zelf en in de omringende districten zijn nog wel veel dorpen met een islamitische Griekssprekende bevolking. Het klooster wordt niet meer als zodanig gebruikt en is nu een museum. Het complex wordt volledig gerestaureerd.
Op 15 augustus 2010 is in het klooster voor het eerst in meer dan tachtig jaar een Grieks-orthodoxe dienst gehouden, nadat de Turkse overheid eerder dat jaar nieuwe wetgeving had aangenomen die het mogelijk maakt bepaalde nationale musea eens per jaar te gebruiken voor religieuze diensten. De liturgische dienst werd bijgewoond door honderden christenen uit Turkije, Griekenland en Rusland.
Op 22 september 2015 werd het klooster voor de periode van één jaar gesloten voor het publiek wegens een geologische studie die wordt ondernomen naar de rotsformatie boven het klooster, wegens toegenomen seismische activiteit in de regio. Vallende rotsblokken zouden een gevaar kunnen vormen voor bezoekers. De lokale afdeling van het ministerie van cultuur wil het klooster tevens volledig restaureren, een vereiste om het klooster op de werelderfgoedlijst te krijgen.